# Exilia (chi ốc biển)
Exilia là một chi ốc biển, là động vật thân mềm chân bụng sống ở biển trong họ Ptychatractidae.

## Các loài
Các loài thuộc chi Exilia bao gồm:
- Exilia blanda (Dall, 1908)[2]
- Exilia cortezi (Dall, 1908)[3]
- Exilia elegans (Barnard, 1959)[4]
- Exilia expeditionis (Dell, 1956)[5]
- Exilia graphiduloides Kantor, Bouchet, 2001[6]
- Exilia hilgendorfi (Martens, 1897)[7]
- Exilia kiwi Kantor, Bouchet, 2001[8]
- Exilia krigei (Kilburn, 1971)[9]
- Exilia vagrans Kantor, Bouchet, 2001[10]